# Post Danmark Rundt 2008
Post Danmark Rundt 2008 var den 18. udgave af det danske cykeletapeløb Post Danmark Rundt, som blev kørt i perioden 30. juli – 3. august.

## Etaperne
| Etaper   | Dato      | Strækning                | km    | Etapevinder         | Dagens Fighter          |  |
| -------- | --------- | ------------------------ | ----- | ------------------- | ----------------------- |  |
| 1. etape | 30. juli  | Holstebro – Holstebro    | 175   | Guillermo Bongiorno | Martin Mortensen        |  |
| 2. etape | 31. juli  | Skjern – Sønderborg      | 220   | Matti Breschel      | Jacob Nielsen           |  |
| 3. etape | 1. august | Padborg – Vejle          | 200   | Matti Breschel      | Thomas Riber-Sellebjerg |  |
| 4. etape | 2. august | Ringe – Odense           | 115   | Guillermo Bongiorno | Thomas Vedel Kvist      |  |
| 5. etape | 2. august | Kerteminde (ITT)         | 14,5  | Gustav Larsson      | Ikke uddelt             |  |
| 6. etape | 3. august | Slagelse – Frederiksberg | 165   | Juan José Haedo     | Lars Bak                |  |
|          |           | Totalt                   | 889,5 |                     |                         |  |

## Klassementerne og trøjernes fordeling gennem løbet
Dette er en oversigt over stillinge i de forskellige klassementer gennem løbet. Point- (spurter), bakke- og figtherkonkurrencen blev alle tildelt den rytter, der havde flest point i den pågældende konkurrence. De sidste tre (gul, ungdom og hold) blev tildelt efter rytternes tider.
| Etape  | Gule førertrøje     | Pointtrøje          | Bakketrøje                 | Ungdomstrøje     | Holdkonkurrence    | Fighterkonkurrence |
| 1      | Guillermo Bongiorno | Guillermo Bongiorno | Martin Mortensen           | Martin Mortensen | Team Columbia      | Martin Mortensen   |
| 2      | Matti Breschel      | Matti Breschel      | Martin Mortensen           | Matti Breschel   | Team Columbia      | Martin Mortensen   |
| 3      | Matti Breschel      | Matti Breschel      | Martin Mortensen           | Matti Breschel   | Team Gerolsteiner  | Martin Mortensen   |
| 4      | Matti Breschel      | Matti Breschel      | Martin Mortensen           | Matti Breschel   | Team Gerolsteiner  | Martin Mortensen   |
| 5      | Jakob Fuglsang      | Matti Breschel      | Martin Mortensen           | Jakob Fuglsang   | Team CSC-Saxo Bank | Martin Mortensen   |
| 6      | Jakob Fuglsang      | Matti Breschel      | Kristoffer Gudmund Nielsen | Jakob Fuglsang   | Team CSC-Saxo Bank | Martin Mortensen   |
| Samlet | Jakob Fuglsang      | Matti Breschel      | Kristoffer Gudmund Nielsen | Jakob Fuglsang   | Team CSC-Saxo Bank | Martin Mortensen   |

## Resultater

### Sammenlagt
|    | Navn              | Land           | Hold                | Tid      |
| -- | ----------------- | -------------- | ------------------- | -------- |
| 1  | Jakob Fuglsang    | Danmark        | Team Designa Køkken | 20:42.40 |
| 2  | Steven Cummings   | Storbritannien | Barloworld          | + 0.09   |
| 3  | Tom Stamsnijder   | Holland        | Team Gerolsteiner   | + 0.15   |
| 4  | Gustav Larsson    | Sverige        | Team CSC-Saxo Bank  | + 0.17   |
| 5  | Matti Breschel    | Danmark        | Team CSC-Saxo Bank  | + 0.21   |
| 6  | Frantisek Rabon   | Tjekkiet       | Team Columbia       | + 0.28   |
| 7  | Michael Blaudzun  | Danmark        | Team CSC-Saxo Bank  | + 0.34   |
| 8  | Jason McCartney   | USA            | Team CSC-Saxo Bank  | + 0.44   |
| 9  | Marco Pinotti     | Italien        | Team Columbia       | + 0.44   |
| 10 | Enrico Gasparotto | Italien        | Barloworld          | + 0.46   |

### Pointkonkurrencen
|   | Navn                | Land      | Hold               | Point |
| - | ------------------- | --------- | ------------------ | ----- |
| 1 | Matti Breschel      | Danmark   | Team CSC-Saxo Bank | 65    |
| 2 | Guillermo Bongiorno | Argentina | CSF Group-Navigare | 30    |
| 3 | Markus Zberg        | Schweiz   | Team Gerolsteiner  | 30    |
| 4 | Enrico Gasparotto   | Italien   | Barloworld         | 30    |
| 5 | Jurgen Roelandts    | Belgien   | Silence-Lotto      | 27    |

### Bakkekonkurrencen
|   | Navn                       | Land    | Hold                | Point |
| - | -------------------------- | ------- | ------------------- | ----- |
| 1 | Kristoffer Gudmund Nielsen | Danmark | Team GLS Pakke Shop | 36    |
| 2 | Martin Mortensen           | Danmark | Team Designa Køkken | 34    |
| 3 | Thomas Vedel Kvist         | Danmark | Team Post Danmark   | 32    |
| 4 | Michael Reihs              | Danmark | Team Designa Køkken | 30    |
| 5 | Thomas Riber-Sellebjerg    | Danmark | Team GLS Pakke Shop | 30    |

### Ungdomskonkurrencen
|   | Navn                | Land     | Hold                | Tid      |
| - | ------------------- | -------- | ------------------- | -------- |
| 1 | Jakob Fuglsang      | Danmark  | Team Designa Køkken | 20:42.40 |
| 2 | Tom Stamsnijder     | Holland  | Team Gerolsteiner   | + 0.15   |
| 3 | Matti Breschel      | Danmark  | Team CSC-Saxo Bank  | + 0.21   |
| 4 | Frantisek Rabon     | Tjekkiet | Team Columbia       | + 0.28   |
| 5 | Johannes Fröhlinger | Tyskland | Team Gerolsteiner   | + 0.50   |

### Holdkonkurrencen
|   | Hold                | Land           | Tid      |
| - | ------------------- | -------------- | -------- |
| 1 | Team CSC-Saxo Bank  | Danmark        | 62:08.59 |
| 2 | Team Columbia       | USA            | 62:10.22 |
| 3 | Team Gerolsteiner   | Tyskland       | 62:10.24 |
| 4 | Barloworld          | Storbritannien | 62:10.26 |
| 5 | Team Designa Køkken | Danmark        | 62:11.07 |

### Fighterkonkurrencen
|   | Navn                    | Land    | Hold                     | Point |
| - | ----------------------- | ------- | ------------------------ | ----- |
| 1 | Martin Mortensen        | Danmark | Team Designa Køkken      | 16    |
| 2 | Jacob Nielsen           | Danmark | Glud & Marstrand Horsens | 12    |
| 3 | Lars Bak                | Danmark | Team CSC-Saxo Bank       | 10    |
| 4 | Thomas Vedel Kvist      | Danmark | Team Post Danmark        | 10    |
| 5 | Thomas Riber-Sellebjerg | Danmark | Team GLS Pakke Shop      | 10    |

## Udgåede ryttere
Ryttere der trak sig, blev diskvalificerede eller skadede.
| Type | Etape | Rytter               | Hold                | Årsag                                  |
| ---- | ----- | -------------------- | ------------------- | -------------------------------------- |
| DNS  | 1     | Mauro Richeze        | CSF Group-Navigare  |                                        |
| DNF  | 1     | Hugo Sabido          | Barloworld          | Maveproblemer                          |
| DNF  | 2     | Dries Devenyns       | Silence-Lotto       | Styrtede og brækkede håndledet         |
| DNF  | 2     | Sven Krauß           | Team Gerolsteiner   |                                        |
| DNS  | 3     | Harald Totschnig     | Elk Haus-Simplon    | Alvorlig sygdom i den nærmeste familie |
| DNF  | 3     | Preben Van Hecke     | Topsport Vlaanderen |                                        |
| DNF  | 4     | Paride Grillo        | CSF Group-Navigare  |                                        |
| DNF  | 6     | Mads Christensen     | Team Post Danmark   |                                        |
| DNF  | 6     | Kalle Corneliussen   | Team Post Danmark   |                                        |
| DNF  | 6     | Rasmus Guldhammer    | Team Designa Køkken |                                        |
| DNF  | 6     | Christophe Laurent   | Team Garmin         |                                        |
| DNF  | 6     | Tiziano Dall'Antonia | CSF Group-Navigare  |                                        |

- DNS (did not start) = Startede ikke på etapen
- DNF (did not finish) = Fuldførte ikke etapen

## Hold
| - Team CSC-Saxo Bank - Matti Breschel - Lars Bak - Jason McCartney - Chris Anker Sørensen - Juan José Haedo - Gustav Larsson - Kasper Klostergaard - Michael Blaudzun - Team Columbia - Marco Pinotti - Scott Davis - John Devine - Roger Hammond - Andreas Klier - Frantisek Rabon - Vicente Reynès - Silence-Lotto - Dominique Cornu - Dries Devenyns - Nick Gates - Pieter Jacobs - Jurgen Roelandts - Bert Roesems - Geert Steurs - Maarten Tjallingii - Team Gerolsteiner - Markus Zberg - Thomas Fothen - Sven Krauss - Johannes Fröhlinger - Oscar Gatto - Tom Stamsnijder - Carlo Westphal - Barloworld - Enrico Gasparotto - Francesco Bellotti - Diego Caccia - Patrick Calcagni - Marco Corti - Daryl Impey - Hugo Sabido - Steven Cummings |  | - CSF Group-Navigare - Paride Grillo - Guillermo Bongiorno - Tiziano Dall'Antonia - Mauro Abel Richeze - Fransesco Tomei - Matteo Priamo - Mauro Finetto - Marco Frapporti - Skil-Shimano - Tom Veelers - Sebastian Siedler - Roy Curvers - Robert Wagner - Kenny van Hummel - Fabien Bacquet - David Deroo - Team Garmin - Tyler Farrar - Steven Cozza - Lucas Euser - Christophe Laurent - Daniel Martin - Pat McCarty - Killian Patour - Christopher Sutton - Elk Haus - Herald Totschnig - Harald Starzengruber - Stefan Rucker - Jochen Summer - Markus Eibegger - Clemens Fankhauser - Daniel Schorn - Topsport Vlaanderen - Niko Eeckhout - Bart Vanheule - Kenny Dehaes - Sven Renders - Frederiek Nolf - Maarten Neyens - Nikolas Maes - Preben Van Hecke |  | - Team GLS Pakke Shop - Brian Vandborg - Martin Pedersen - Jonas Aaen Jørgensen - Morten Reckweg - Kristoffer Gudmund Nielsen - Roy Hegreberg - Christofer Stevenson - Thomas Riber-Sellebjerg - Glud & Marstrand Horsens - Kim Marius Nielsen - Jacob Nielsen - Morten Voss Christiansen - Michael Berling - Christopher Juul Jensen - Jesper Odgaard Nielsen - Nicolaj Olesen - Luthando Kaka - Team Designa Køkken - Jakob Fuglsang - Michael Reihs - Allan Johansen - René Jørgensen - Rasmus Guldhammer - Kasper Jebjerg - Martin Mortensen - Thomas Oredsson - Team Løgstør - Daniel Holm Foder - Jacob Kollerup - Morten Høberg Nielsen - Philip N. F. Nielsen - Kristian Sobota - Simon Lerbech - Thomas Bendixen - Mads Bugge Andersen - Team Post Danmark - Frank Høj - Troels Rønning Vinther - Thomas Vedel Kvist - Lars Ulrich - Kalle Corneliussen - Anders Hilligsøe - Mads Christensen - Søren Nissen |